# Marianne Mäkelä
Marianne Mäkelä (Nokia, 2 novembre 1961) è un'ex cestista finlandese.

## Carriera
Con la Finlandia ha disputato i Campionati europei del 1980.